# Чеді-Хольський кожуун
Чеди-Хольський кожуун (тив.: Бай-Тайга кожуун) — район республіки Тива Російської Федерації. Центр — село Хову-Акси.

## Розташування
Територія Чеди-Хольського району розташована на північних схилах хребта Західний Танну-Ола, з південної сторони межує з територією Овюрського кожууна, з північної сторони межує з Улуг-Хемським та Кизилським кожуунами. Утворений у 1993 році з територій Улуг-Хемського та Тандинського кожуунів.

## Адміністративний поділ
До складу кожууна входить 6 територіально-адміністративних центрів:
- Хову-Акси
- Ак-Тал
- Холчук
- Чал-Кежиг
- Сайлиг
- Елегіст

Адміністративний центр селище Хову-Акси розташований у центральній частині кожууна.

## Клімат
Клімат різкоконтинентальний, найнижча зимова температура, яку було зафіксовано −47°С. Зимовий період триває близько 180 днів. Сніговий покрив лежить з середини листопада до середини квітня.

## Гідрологія
Територією кожууна протікає річка Елегест (приток Єнисею) з численними притоками, які починаються на північних схилах хребта Західний Тану-Ола, найбільші з них — Угнеш, Сайлиг, Баян-Тала, Хендерге. Режим річок визначається континентальністю клімату та гірським характером річок.

## Корисні копалини
Родовища та переробка кобальту.

## Історія
Хову-Акси був збудований як селище робітників комбінату «Тувакобальт».
1948 рік — перша знахідка кобальту на території сучасного Хову-Акси.
1956 — Постановою Верховної Ради Тувинської АССР селище Хову-Акси визнано робітничим селищем.
1970 — запуск комбінату «Тувакобальт», який переробляє кобальт та інші руди.
Після розвалу СРСР комбінат припинив свою роботу.